# Diamitosa moseri
Diamitosa moseri là một loài bọ cánh cứng trong họ Cerambycidae.